# Archilema modiolus
Archilema modiolus là một loài bướm đêm thuộc phân họ Arctiinae, họ Erebidae.